# 黑带眶棘鲈
黑带眶棘鲈（学名：Scolopsis monoqramma）为眶棘鲈科眶棘鲈属的鱼类，俗名黑带赤尾冬。分布于台湾恒春、东港等，主要生活于岩礁海域。该物种的模式产地在雅加达、爪哇。